# Fußball-Ozeanienmeisterschaft der Frauen 2010
Die Fußball-Ozeanienmeisterschaft der Frauen 2010 (engl.: OFC Women's Nations Cup) war die neunte Ausspielung einer ozeanischen Kontinentalmeisterschaft im Frauenfußball und fand in der Zeit vom 29. September bis 8. Oktober 2010 im North Harbour Stadium in Auckland und damit zum dritten Mal in Neuseeland statt. Neben Gastgeber Neuseeland nahmen mit den Cookinseln, Fidschi, Papua-Neuguinea, den Salomonen, Tahiti, Tonga und Vanuatu erstmals die Rekordanzahl von acht Mannschaften am Turnier teil, welches gleichzeitig wieder als Qualifikation der Ozeanienzone für die Fußball-Weltmeisterschaft der Frauen 2011 galt. Gespielt wurde in zwei Gruppen à vier Teams. Die jeweiligen Gruppenersten und -zweiten erreichten die Finalrunde. 
Neuseeland wurde Gruppensieger und zum vierten Mal Ozeanienmeister im Frauenfußball und qualifizierte sich damit als Vertreter Ozeaniens für die Fußball-Weltmeisterschaft der Frauen 2011 in Deutschland.
Neuseeland gewann die Meisterschaft ohne einen Gegentreffer. In der Vorrunde erzielten die neuseeländischen Spielerinnen mehr Tore als alle anderen Mannschaften in allen Spielen zusammen. Auch in der K.o.-Runde setzten sie sich mit deutlichen Siegen durch, so dass letztlich 4 neuseeländische Spielerinnen die meisten Tore erzielten. Torschützenkönigin wurde mit 12 Treffern Amber Hearn, der gleich im ersten Spiel gegen Vanuatu fünf Tore gelangen. Das 0:14 ist die bisher höchste Niederlage Vanuatus.
Die Cook-Inseln und die Salomonen erreichten erstmals einen Platz unter den ersten Vier. Papua-Neuguinea bestätigte mit der Vizemeisterschaft seinen zweiten Rang unter den ozeanischen Frauen. Neuseeland erzielte mit dem 11:0 im Finale den höchsten Sieg, der je in einem Finale einer kontinentalen Meisterschaft erzielt wurde.

## Gruppenphase

### Gruppe A
| Pl. | Land       | Sp. | S | U | N | Tore    | Diff. | Punkte |
| --- | ---------- | --- | - | - | - | ------- | ----- | ------ |
| 1.  | Neuseeland | 3   | 3 | 0 | 0 | 031:000 | +31   | 09     |
| 2.  | Cookinseln | 3   | 2 | 0 | 1 | 003:100 | −7    | 06     |
| 3.  | Tahiti     | 3   | 1 | 0 | 2 | 005:900 | −4    | 03     |
| 4.  | Vanuatu    | 3   | 0 | 0 | 3 | 001:210 | −20   | 0      |

|                    |   |            |            |
| 29. September 2010 |   |            |            |
| Neuseeland         | – | Vanuatu    | 14:0 (7:0) |
| Cookinseln         | – | Tahiti     | 1:0 (1:0)  |
| 1. Oktober 2010    |   |            |            |
| Tahiti             | – | Vanuatu    | 5:1 (2:1)  |
| Cookinseln         | – | Neuseeland | 0:10 (0:6) |
| 3. Oktober 2010    |   |            |            |
| Tahiti             | – | Neuseeland | 0:7 (0:1)  |
| Vanuatu            | – | Cookinseln | 0:2 (0:0)  |

### Gruppe B
| Pl. | Land            | Sp. | S | U | N | Tore    | Diff. | Punkte |
| --- | --------------- | --- | - | - | - | ------- | ----- | ------ |
| 1.  | Papua-Neuguinea | 3   | 3 | 0 | 0 | 008:100 | +7    | 09     |
| 2.  | Salomonen       | 3   | 1 | 1 | 1 | 005:200 | +3    | 04     |
| 3.  | Tonga           | 3   | 1 | 0 | 2 | 002:800 | −6    | 03     |
| 4.  | Fidschi         | 3   | 0 | 1 | 2 | 001:500 | −4    | 01     |

|                    |   |                 |           |
| 30. September 2010 |   |                 |           |
| Papua-Neuguinea    | – | Fidschi         | 3:0 (1:0) |
| Salomonen          | – | Tonga           | 4:0 (2:0) |
| 2. Oktober 2010    |   |                 |           |
| Tonga              | – | Fidschi         | 2:1 (0:1) |
| Salomonen          | – | Papua-Neuguinea | 1:2 (0:1) |
| 4. Oktober 2010    |   |                 |           |
| Fidschi            | – | Salomonen       | 0:0       |
| Tonga              | – | Papua-Neuguinea | 0:3 (0:1) |

## Finalrunde

### Halbfinale
|                                                              |   |            |           |
| 6. Oktober 2010 um 13:00 Uhr UTC+13 im North Harbour Stadium |   |            |           |
| Neuseeland                                                   | – | Salomonen  | 8:0 (4:0) |
| 6. Oktober 2010 um 15:30 Uhr UTC+13 im North Harbour Stadium |   |            |           |
| Papua-Neuguinea                                              | – | Cookinseln | 1:0 (0:0) |

### Spiel um Platz 3
|                                                              |   |            |           |
| 8. Oktober 2010 um 13:00 Uhr UTC+13 im North Harbour Stadium |   |            |           |
| Salomonen                                                    | – | Cookinseln | 0:2 (0:0) |

### Finale
|                                                              |   |                 |            |
| 8. Oktober 2010 um 16:00 Uhr UTC+13 im North Harbour Stadium |   |                 |            |
| Neuseeland                                                   | – | Papua-Neuguinea | 11:0 (6:0) |

## Schiedsrichter
- Tupou Patia
- Ravitesh Behari
- Anna-Marie Keighley
- John Saohu
- Averii Jacques

## Beste Torschützinnen
| Rang | Spielerin        | Tore |
| ---- | ---------------- | ---- |
| 1    | Amber Hearn      | 12   |
| 2    | Sarah Gregorius  | 7    |
|      | Hannah Wilkinson | 7    |
| 4    | Rosie White      | 6    |
| 5    | Zeena Limbai     | 5    |
| 6    | Ria Percival     | 4    |
| 7    | Hayley Moorwood  | 3    |
|      | Heimiri Alvarez  | 3    |

Weitere 6 Spielerinnen mit zwei und 18 Spielerinnen mit je einem Tor. Hinzu kommt ein Eigentor.